# Arthur Gander
Arthur Gander (Berna) foi o presidente da Federação Internacional de Ginástica entre os anos de 1966 e 1976, quando sucedido por Yuri Titov.
Gander, que passou sua infância na cidade de Chippis, foi, por anos, o mais importante e influente membro do clube de ginástica de Chiasso, em Ticino, para onde se mudou. Posterior a isso, tornou-se o responsável técnico da Federação Suíça de Ginástica. Conhecido por seu carisma, tornou-se secretário geral, vice presidente e, enfim, presidente da FIG.
Na FIG, apesar de formado pela antiga escola de ginástica, nunca recusou-se a moderniza-la e expandi-la. Mostrava-se sempre disposto a viajar para divulga-la e promove-la, garantindo assim seu crescimento e desenvolvimento. Serviu ainda como representante do esporte para o Comitê Olímpico Internacional e para a Federação Internacional do Esporte Universitário. Em 1984, teve, na Suíça, um evento batizado com seu nome, o "Memorial Arthur Gander", no qual competem os ginastas. Por sua reconhecida contribuição para o desenvolvimento das normas técnicas da ginástica, em particular a masculina, Arthur fora inserido no International Gymnastics Hall of Fame, em 1997, na primeira entrada dos homens nesse hall da fama.